# Armorial de la croisade des albigeois

## Armoiries des croisés: 1209-1211

### Croisade des barons (été 1209), principaux seigneurs croisés
| Figure | Seigneur et blasonnement |
|        | Eudes III, duc de Bourgogne bandé d'or et d'azur, à la bordure de gueules Eudes III fait partie des premiers croisés, présent au conseil de Villeneuve-sur-Yonne. Le duc entreprend cette expédition sans aucun enthousiasme et presque à contrecœur et ne veut rien entreprendre sans l’assentiment royal. Il prend part au sac de Béziers. Dans un traité de juillet 1209, Eudes et le comte Hervé font serment de protéger et de garder fidèlement les habitants de Narbonne avec tous leurs biens Eudes s’oppose fermement à la destruction de la cité. Pressenti par Arnaud pour prendre la souveraineté des territoires conquis, le duc de Bourgogne aurait eu cette réponse : « J’ai assez de terres et de seigneuries sans prendre celle-là et sans déshonorer le vicomte, car on lui a fait déjà assez de mal sans le priver de son héritage ». Eudes décide de s’en prendre au château de Cabaret, à quelques lieues de Carcassonne. Devant l’opiniâtreté de la résistance, il abandonne et décide trois jours après de reprendre le chemin qui le ramène en Bourgogne. |
|        | Hervé IV de Donzy, comte de Nevers, Il se joint à la croisade en 1208, en partie poussé par le pape qui lui avait accordé une dispense de consanguinité à contrecœur. Aux côtés entre autres de son voisin et rival le duc Eudes III de Bourgogne, il participa aux prises de Béziers et de Carcassonne, mais refuse la possession des vicomtés de Béziers et de Carcassonne qui lui avaient été proposés. Les quarante jours de services écoulés, il refuse de combattre plus longtemps pour la croisade et retourne dans son comté. Il combat également plus tard au siège de Marmande. |
|        | Pierre II de Courtenay, comte d'Auxerre et de Tonnerre également comte de Nevers jusqu'en 1199, seigneur de Courtenay (1183-1219) et enfin empereur latin de Constantinople (1216-1219). d'or à trois tourteaux de gueules Il participe au sac de Béziers, aux sièges de Carcassonne et de Lavaur. |
|        | Gaucher III de Châtillon, comte de Saint-Pol de gueules aux trois pals vairé d'argent et d'azur, au chef d'or |
|        | Milon IV du Puiset, comte de Bar-sur-Seine |
|        | Aymar II de Poitiers, comte de Valentinois d'azur à six besans d'argent posés 3, 2 et 1 au chef d'or |
|        | Humbert, comte de Genève et son frère Guillaume D'argent à la bande d'azur accompagnée de deux lions du même |
|        | Simon IV, seigneur de Montfort de gueules au lion d'argent à la queue fourchée |
|        | Guillaume des Roches, sénéchal d'Anjou |
|        | Guichard IV, sire de Beaujeu D'or au lion de sable armé et lampassé de gueules, brisé d'un lambel de cinq pendants du même brochant sur le lion |
|        | Gaucher de Joigny |
|        | Pierre Bermond de Sauve d'Anduze de gueules à trois étoiles d'or d'autres disent : d'argent à un lion de gueules |

### Poursuite de la lutte (1209-1211), principaux seigneurs croisés
| Figure | Seigneur et blasonnement |
|        | Simon IV, seigneur de Montfort de gueules au lion d'argent à la queue fourchée                                                                                                |
|        | Guy de Montfort, comte de Castres, frère de Simon de Montfort de gueules au lion d'argent à la queue fourchée, brisé d'un lambel de cinq pendants d'azur brochant sur le lion |
|        | Guy Ier de Lévis D'or à trois chevrons de sable |
|        | Bouchard de Marly d'or à la croix de gueules cantonnée de quatre alérions d'azur                                                                                              |
|        | Guillaume des Barres |
|        | Simon de Neauphle |
|        | Baudouin de Toulouse, demi-frère de Raymond VI Selon l'Historia Abligensis, il portait les mêmes armoiries que son frère                                                      |
|        | Amaury de Montfort, fils aîné de Simon de Montfort de gueules au lion d'argent à la queue fourchée                                                                            |
|        | Guy de Montfort, fils cadet de Simon de Montfort de gueules au lion d'argent à la queue fourchée                                                                              |

### Autres seigneurs croisés
| Figure | Seigneur et blasonnement                                                                                                   |
|        | Robert II, comte de Dreux échiqueté d'or et d'azur, à la bordure de gueules présent en 1210                                |
|        | Guillaume II, comte de Ponthieu d'or aux trois bandes d'azur à la bordure de gueules présent en 1210                       |
|        | Enguerrand III, sire de Coucy fascé de vair et de gueules présent en 1211                                                  |
|        | Thiébaut Ier, comte de Bar et de Luxembourg d’azur semé de croisettes d’or aux deux bars adossés du second présent en 1211 |

vicomte d'Albi, de Béziers et de Carcassonne de 1213 à 1218, comte de Toulouse de 1215 à 1218

## Guerre contre Toulouse et insurrection occitane: 1211-1225
| Figure | Seigneur et blasonnement |
|        | compléter                |

## La croisade royale: 1226-1229
| Figure | Seigneur et blasonnement                                                           |
|        | Louis VIII, roi de France                                                          |
|        | Pierre Mauclerc, duc de Bretagne                                                   |
|        | Thibaud IV, comte de Champagne Il quitte la croisade une fois la quarantaine faite |
|        | Guy III de Châtillon, comte de Saint-Pol mort durant le siège d'Avignon            |
|        | Jean Ier, comte de Chalon                                                          |
|        | Étienne II de Chalon, comte d'Auxonne                                              |
|        | Gautier II d'Avesnes, comte de Blois                                               |
|        | Philippe II de Courtenay, comte de Namur mort durant le siège d'Avignon            |
|        | Jean IV de Montoire, comte de Vendôme                                              |
|        | Humbert V, sire de Beaujeu qui reste ensuite comme gouverneur des vicomtés         |
|        | Guy de Montfort, seigneur de Castres                                               |
|        | Amaury VI, comte de Montfort                                                       |

## Prolongement de la croisade: 1231-1328
| Figure | Seigneur et blasonnement |
|        | compléter                |

## Les méridionaux
| Figure | Seigneur et blasonnement |
|        | compléter                |

1. ↑  E. Petit, Histoire des ducs de Bourgogne …, T. III, p. 164.
2. ↑  L’inimitié entre les deux hommes ira grandissante. Pierre des Vaux de Cernay dit même qu’ils voulaient se tuer.In E. Petit, Histoire des ducs de Bourgogne …, T. III, p. 172.
3. ↑  E. Petit, Histoire des ducs de Bourgogne …, T. III, p. 169 qui cite ses sources : Histoire du Languedoc, ancienne édition, T. II, p. 170.
4. ↑  E. Petit, Histoire des ducs de Bourgogne …, T. III, p. 171.
5. ↑  Dominique Paladilhe, Simon de Montfort, Librairie Académique Perrin, 1988 (réimpr. 1997), 324 p. (ISBN 2-262-01291-1)
6. ↑   Early Blazon
7. ↑   Early Blazon